# 반황후 (동오)
반황후(潘皇后, ? ~ 252년)는 중국 동오의 황제 대제(大帝)의 황후로, 휘는 숙(淑)이며 양주(揚州) 회계군(會稽郡) 구장현(句章縣) 사람이다.

## 생애
아버지는 하급 관리였는데, 죄에 걸려 사형을 당하고 자신도 언니와 함께 궁의 직조실에서 일하게 되었다. 그 미모는 황제가 마음에 들었고 후궁으로 받아들여지고 황제의 사랑을 받았다., 회임하여 징조가 있는 꿈을 꾸고 손권의 막내아들 손량을 낳았다. 엄마와 아들 모두 황제의 사랑을 받았다. 
이 무렵 태자 손화와 노왕 손패가 태자 자리를 두고 서로 다투었는데, 적오 13년(250년)이 되자 손권은 양쪽을 모두 처벌하고 손량을 태자로 삼았다. 반씨는 언니를 궁에서 내보내 혼인하여 가정을 이루도록 손권에게 청했고 허락을 받아, 언니는 담소(譚紹)라는 사람과 혼인했다. 태원 원년(251년), 황후가 되었다.. 입후의 기쁜 일을 태원으로 바꾸기 위해 사면을 했다.
생전에는 정치에 개입하지 않았지만 그는 중서령 손홍에게 전한의 황태후 고황후가 황제 전한 고조 사후 정권을 잡고 전횡한 일을 알아보게 했다.
곧 반황후는 손권의 병수발을 드느라 자신도 수척해졌는데, 이때를 틈탄 궁인들에게 목이 졸려 죽었다. 이후 이 사건에 연루되어 처형된 자가 예닐곱 명이었다. 손권도 얼마 못 가 죽었으며, 장릉에 합장되었다.

## 기타
중국 역대 왕조 중에서 남편과 나이 차이가 가장 큰 황후라고 불린다.
《습유기(拾遺記)》 이 책에서는 그녀는 강동의 절색이라 불리는 천하무이한 미인이다. 직실에 있는 사람은 신녀라고 불리며 외면한다. 이 소문을 들은 황제는 부인의 초상화를 원하자 화가는 초상화를 그려 헌정했다. 황제는 그것을 보고 “이 아이는 확실히 신녀이다. "울음이 이렇게 아름다우니 그래서 하렘에 편입되어 은총을 받았다. 부인은 종종 황제를 모시고 소선대에 갔는데 너무 행복해서 술에 많이 마셨고 그때 루비 반지를 석류 나뭇가지에 걸었다. 이 이야기에 따르면 그곳에는 유환대라는 높은 건물이 지어 졌다.
질투심이 강하고 황제의 마음을 잘 받기 때문에 처음부터 다른 첩들을 폄하했다. 또한 《습유기(拾遺記)》에는 "지기신"이라고 기록되어 있어 총명한 여성으로 여겨진다.
남편은 불교로 개종했다. 자신도 불교에 관심이 생겼다. 무창에 불교 사원인 혜보사를 지었는데, 이는 남조 양 시대에 유명했다.
후세에는 민간에서 신격화되어 석류 꽃의 신으로 모셔졌다.

## 같이 보기
- 삼국지 인물 목록